# Unwritten Law
Unwritten Law es una banda estadounidense de punk rock y punk pop formada en 1990 en San Diego, California.

## Historia
El grupo se unió alrededor del vocalista Scott Russo, en las guitarras Rob Brewer y Steve Morris, el bajo Juan Bell y Youman. 
La banda fue formada en 1990 en Poway, una localidad periférica de San Diego, y de aquella formación fue solo el baterista Wade Youman quien se mantuvo más tiempo (2003). Con el paso de los años se incorporaron Scott Russo en las voces, los guitarristas Rob Brewer y Steve Morris y el bajista Pat Kim (quien reemplazaría a John Bell en las cuatro cuerdas), quienes le dan vida al punk pop que ha desarrollado esta agrupación desde sus comienzos. La banda emergió en la misma época que otras bandas de la escena musical de San Diego como blink-182, Buck-O-Nine, Sprung Monkey, Drive Like Jehu y Rocket From the Crypt.
En 1992, grabaron su primer demo, un casete titulado "Six Song Demo" y en 1993 otro llamado "Blurr", con lo que comenzaron a forjarse un nombre en San Diego que les permitió además editar Blue Room, su álbum debut lanzado en 1994 junto a Red Eye Records. El disco obtuvo sólo un éxito moderado y la distribución de ella fue escasa, por lo que la banda decidió firmar un acuerdo con Epic para mejorar ese aspecto. De esta forma el disco fue relanzado un año más tarde, logrando la aceptación que el quinteto esperaba desde un principio. Su segundo trabajo, Oz Factor, llegaría en abril de 1996 y fue producido nada menos que por Greg Graffin de Bad Religion, destacando con sencillos como "Superman", "Lame" y "Denied". Tras su edición, el bajista John Bell abandonó la banda y a pesar de que Unwritten Law se embarcaba en un importante tour para ellos (fueron de gira por Estados Unidos con blink-182 y Pennywise), no fue reemplazado inmediatamente y utilizó a distintos invitados en sus presentaciones. 
En 1998 ingresaron nuevamente en los estudios y junto al productor Rick Parishar y al bajista Micah Albao, grabaron su tercera producción, un disco homónimo -esta vez para el sello Interscope-, que finalmente fue lanzado en junio de ese año y que presentó los sencillos "Cailin" y "Lonesome". Posteriormente, figuraron en el prestigioso Vans Warped Tour que les llevaría por Norteamérica, Europa y Australia, por lo que se hacía cada vez más necesario contar con un bajista estable para la banda; de esta forma, fue incluido el ex-Sprung Monkey, Pat Kim, quien se mantiene en ese puesto hasta la actualidad. Luego, en 1999 lanzaron un demo de cuatro canciones llamado "Visit To Oz", pero su regreso definitivo y por primera vez con Kim en el bajo fue en el 2002, cuando editaron Elva, cuyo primer sencillo, "Seein' Red", alcanzó el primer puesto del Billboard Modern Rock Tracks. Poco después realizaron una gira junto a Sum 41 y The Used. Fue con Elva cuando la banda comienza a abandonar sus comienzos punk rock y punk pop (que les sirvió para codearse con sus amigos y vecinos de blink-182) para adentrarse en un rock alternativo con tendencias al post-grunge y al hard rock.
En 2003, la banda es invitada por la VH1 para grabar el acústico Music in High Places, aunque fueron llamados por error, ya que la cadena musical tenía pensado llamar a Jimmy Eat World. Sin embargo, cumplieron con su palabra y la banda californiana pudo grabar su disco. Poco después, el baterista Wade Youman fue expulsado de la banda por problemas con el resto de componentes y, para la grabación de Here's to the Mourning, entran en la banda los baterías Adrian Young de No Doubt y Tony Palermo de Pulley, siendo este último el que se hace finalmente con el puesto. En marzo de 2005, el guitarrista Rob Brewer fue expulsado de la banda tras varias discusiones con Russo y otros compañeros.
En 2006 la banda lanzó un recopilatorio de sus mejores temas en The Hit List y meses después otra compilación con 20th Century Masters: The Millennium Collection: The Best of Unwritten Law.
2011 Actividad reciente: En marzo de 2008 se anunció que Palermo se ha sumado a Papa Roach permanentemente. Mientras tanto, Unwritten Law, con el nuevo baterista Dylan Howard, grabó un DVD en vivo en el Key Club en Hollywood, California en marzo de 2008. El álbum, titulado Live y Lawless, fue lanzado el 30 de septiembre de 2008 a través de Suburban Noize Records. El próximo Unwritten Law y sexto álbum de estudio, Swan, también se dará a conocer a través de Suburban Noize records el 29 de marzo de 2011. El 24 de enero de 2011, Unwritten Law ha publicado en su página de MySpace el primer sencillo de su nuevo álbum llamado "Starships and Apocalypse". También han sido confirmados para tocar en Warped Tour 2011 .

## Miembros

### Actuales
- Scott Russo – cantante (1991 - presente)
- Steve Morris – guitarra, coros (1991 - presente)
- Pat "PK" Kim – bajo, coros (1998 - presente)
- Dylan Howard – baterista (2008 - presente)

### En el pasado
- John Bell - bajo (1991 - 1998)
- Wade Youman - baterista (1991 - 2003)
- Rob Brewer - guitarra (1991 - 2005)
- Tony Palermo - batería (2005 - 2008)

## Discografía

### Álbumes
| Año  | Título                 | Sello      | Formato   | Notas |
| ---- | ---------------------- | ---------- | --------- | --- |
| 1994 | Blue Room              | Red Eye    | CD/casete | Álbum debut. |
| 1996 | Oz Factor              | Epic       | CD        | Último álbum con el bajista John Bell. |
| 1998 | Unwritten Law          | Interscope | CD        | Primer disco con el nuevo bajista Pat Kim.                                                                                                |
| 2002 | Elva                   | Interscope | CD        | |
| 2003 | Music in High Places   | Lava       | CD        | Último álbum con el batería Wade Youman.                                                                                                  |
| 2005 | Here's to the Mourning | Lava       | CD        | Primer álbum con el batería Tony Palermo. El guitarrista Rob Brewer graba su último trabajo con la banda.                                 |
| 2007 | The Hit List           | Abydos     | CD        | "Best of" de la banda que incluye 2 nuevos temas, nuevas grabaciones de 14 canciones anteriores, y 3 temas más de Here's to the Mourning. |

### EP
| Año  | Título      | Sello      | Formato | Notas                                        |
| ---- | ----------- | ---------- | ------- | -------------------------------------------- |
| 1993 | Blurr       | Red Eye    | 7"      | Retirado ya del mercado.                     |
| 1999 | Visit to Oz | Interscope | EP      | Australian tour EP. Retirado ya del mercado. |

### Álbumes recopilatorios
| Año  | Título                                          | Sello      | Formato | Notas                                                                    |
| ---- | ----------------------------------------------- | ---------- | ------- | ------------------------------------------------------------------------ |
| 2006 | 20th Century Masters: The Millennium Collection | Interscope | CD      | "Best of" de los discos de la banda con Interscope Unwritten Law y Elva. |

### Singles
| Año  | Sencillo                 | Posición en lista | Posición en lista | Caras-b                                                                 | Álbum                  | Sello        |
| Año  | Sencillo                 | US Hot 100        | US Modern Rock    | Caras-b                                                                 | Álbum                  | Sello        |
| ---- | ------------------------ | ----------------- | ----------------- | ----------------------------------------------------------------------- | ---------------------- | ------------ |
| 1996 | "Lame"                   | –                 | –                 | "Revolution"                                                            | Oz Factor              | Epic         |
| 1996 | "Denied"                 | –                 | –                 |                                                                         | Oz Factor              | Epic         |
| 1996 | "Superman"               | –                 | –                 |                                                                         | Oz Factor              | Epic         |
| 1999 | "Cailin"                 | –                 | 28                |                                                                         | Unwritten Law          | Interscope   |
| 2000 | "Lonesome"               | –                 | –                 | "Falling Down" (live), "Denied" (live), "CPK" (live), "Lonesome" (live) | Unwritten Law          | Interscope   |
| 2001 | "Up All Night"           | –                 | 14                | "Darkside," "Baby, Baby" (demo)                                         | Elva                   | Interscope   |
| 2002 | "Seein' Red"             | 105               | 1                 | "Take Me Away," "Mean Girl (Trickbaby remix)"                           | Elva                   | Interscope   |
| 2003 | "Rest of My Life"        | –                 | 16                |                                                                         | Music in High Places   | Lava         |
| 2005 | "Save Me (Wake Up Call)" | 108               | 5                 | "Save Me" (radio edit), "Save Me (Reggae mix)," "Slow Dance (remix)"    | Here's to the Mourning | WEA/Atlantic |
| 2005 | "She Says"               | –                 | 32                | 'Get Up (remix)," "F.I.G.H.T. (remix)"                                  | Here's to the Mourning | WEA/Atlantic |

### Canciones inéditas
| Año  | Título                             | Sello            | Canción                | Notas                                                                               |
| ---- | ---------------------------------- | ---------------- | ---------------------- | ----------------------------------------------------------------------------------- |
| 1997 | Before You Were Punk               | Vagrant          | "Goody Two Shoes”      | Interpretada originalmente por Adam Ant. Contiene miembros de la banda Buck-O-Nine. |
| 1999 | Short Music for Short People       | Fat Wreck Chords | "Armageddon Singalong" | Recopilación de 101 bandas tocando temas de 30 segundos.                            |
| 2002 | Don't Make Me Pull This Thing Over | Roadrunner       | "Take Me Away"         | Banda sonora de la serie de MTV Road Rules.                                         |
| 2004 | No lanzado                         | -                | "Home in Paradise"     | Tema principal de la serie de TV North Shore.                                       |

### Demos
| Año  | Título        | Sello     | Formato | Notas                                           |
| ---- | ------------- | --------- | ------- | ----------------------------------------------- |
| 1992 | Six Song Demo | sin sello | casete  | Grabado en Blindfold Studios. Fuera de mercado. |